# Давид (Њамц)
Давид (рум. David) насеље је у Румунији у округу Њамц у општини Валени. Oпштина се налази на надморској висини од 293 m.

## Становништво
Према подацима из 2002. године у насељу је живело 130 становника, од којих су сви румунске националности.